# Wereldtentoonstelling van 1925

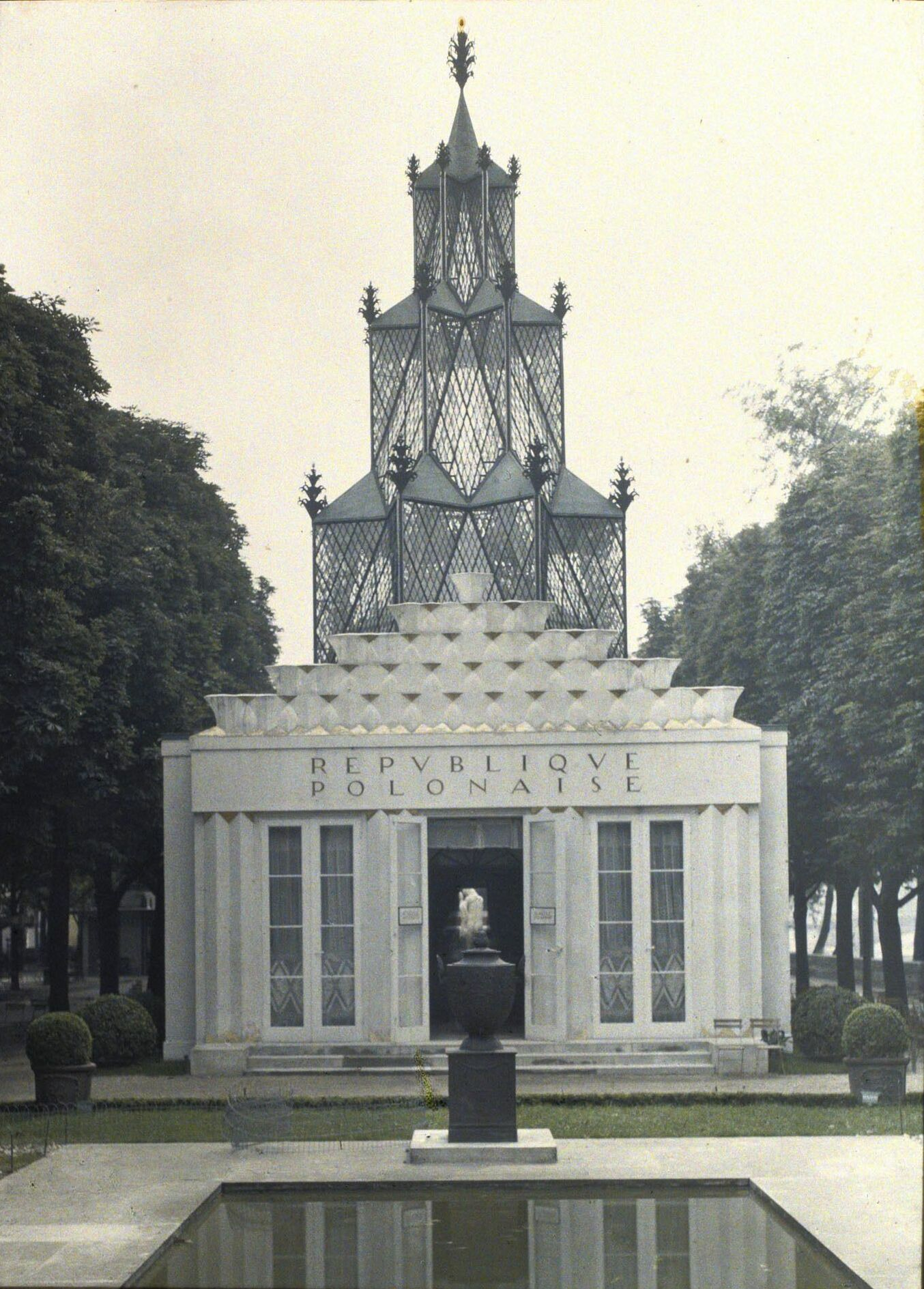
Pools paviljoen (Autochroom Lumière)

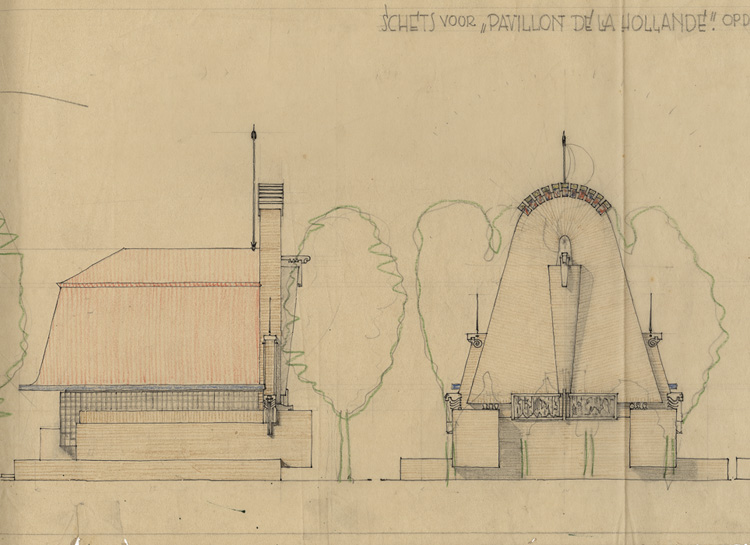
Ontwerp van het Nederlandse paviljoen door Jan Frederik Staal

De Wereldtentoonstelling van 1925 werd onder de naam Exposition internationale des arts décoratifs et industriels modernes gehouden in de Franse hoofdstad Parijs. De tentoonstelling stond in het teken van de wederopbouw na de Eerste Wereldoorlog. 
Het evenement vond plaats tussen de esplanade van Les Invalides en de ingangen van het Grand Palais en het Petit Palais, aan beide oevers van de Seine. Er waren 15.000 exposanten uit twintig verschillende landen. Duitsland was niet uitgenodigd vanwege zijn rol in de Wereldoorlog, en de Verenigde Staten zagen er niets in en deden niet mee.
De Wereldtentoonstelling werd bezocht door zestien miljoen mensen in zes maanden: eind april tot eind oktober 1925.
De Franse overheid wilde middels deze wereldtentoonstelling de nieuwe naoorlogse stijl van de moderne toegepaste kunst, de architectuur, binnenhuisarchitectuur, meubels, glas, juwelen en andere decoratieve kunsten in Europa en elders onder de aandacht brengen. Veel ideeën van de internationale avant-garde op het gebied van architectuur en toegepaste kunst werden op de expositie voor het eerst gepresenteerd.
Deze expositie werd achteraf de naamgever van de art deco, de stijl in de kunstnijverheid en architectuur die hier centraal stond. 

## Enkele bijdragen
Er waren dertien verschillende toegangspoorten tot de expositie, elk door een andere architect ontworpen. De hoofdingang was aan de Place de la Concorde, een ontwerp van architect Pierre Patout, met in het midden een standbeeld van een vrouw genaamd "Welkom" van Louis Dejean.
Het hoogste gebouw in de Exposition, en een van de meest modernistische bouwwerken, was de strakke, onversierde toren van het Toerismepaviljoen van Robert Mallet-Stevens, een voorbode van de zakelijke, vereenvoudigde stijl die in plaats van de art-deco zou komen en die zou culmineren in de Wereldtentoonstelling van 1937, eveneens in Parijs. Ook het Pavilion de L'Esprit Nouveau van Le Corbusier en Amédée Ozenfant was een voorbeeld van dit modernisme.
Tijdens de wereldtentoonstelling opende de Oekraïens-Franse kunstenaar Sonia Delaunay haar 'Boutique Simultanée' onder de brug Pont Alexandre-III waar ze eigen werk en dat van modeontwerper Jacques Heim presenteerde. 

## Nederlandse bijdrage
Nederland was nadrukkelijk aanwezig op de tentoonstelling. Het door J.F. Staal ontworpen en door Richard Roland Holst, Hildo Krop, John Rädecker en Hendrik Wijdeveld versierde interieur vertoonde architectuur en woninginrichting van K.P.C. de Bazel, Berlage, Dudok, Bijvoet en Duiker, Granpré Molière, M. de Klerk, Lauweriks, Lion Cachet, Luthmann, Oud, Van Ravesteyn en Wouda. Er werd keramiek van o.a. Colenbrander, Copier, Krop, Bert Nienhuis en Erich Wichman vertoond, een haardscherm van Jan Toorop, een pendule van Eisenloeffel, en een flinke afdeling boekkunst en grafische kunst met onder meer Lion Cachet, Dijsselhof, Theo Nieuwenhuis, Jan van Krimpen, A.A.M. Stols, Theo van Hoytema, Jan Sluyters en Jac. Jongert.
Deze bijdragen werden in boeken gepubliceerd die ook weer door moderne vormgevers als Anton Kurvers, Fokko Mees, André van der Vossen, S.H. de Roos en Jan van Krimpen op hun paasbest werden gepresenteerd, en ook in Nederland kreeg de tentoonstelling met zijn aanzienlijke Nederlandse input veel aandacht.